# Unity (Wisconsin)
Pour les articles homonymes, voir Unity.
Unity est un village des comtés de Clark et de Marathon, dans l'État du Wisconsin, aux États-Unis. En 2020, il comptait une population de 384 habitants.